# Liz Chase
Liz Chase, właśc. Elizabeth Muriel Chase (ur. 26 kwietnia 1950 w Mutare, zm. 10 maja 2018 w Johannesburgu) – zimbabwejska hokeistka na trawie, złota medalistka olimpijska.
Wraz z drużyną reprezentowała swój kraj na igrzyskach w Moskwie – w turnieju kobiet wywalczyły pierwsze miejsce, zdobywając jednocześnie pierwszy medal olimpijski w historii występów Zimbabwe na igrzyskach olimpijskich. Zawodniczka klubu Old Hararians z Harare.